# Gaufrey
Gaufrey (13. století) je francouzský středověký hrdinský epos, jeden z tzv. chansons de geste. Píseň je přímým pokračováním eposu Doon Mohučský a líčí osudy Doonových synů, zejména nejstaršího z nich Gaufreyho. Je proto řazena do Cyklu Doona Mohučského. Text písně se zachoval jako součást jediného rukopisu z Univerzitní knihovny v Montpellier a knižně byl vydán roku 1859.

## Obsah písně
Garin z Monglane je na svém zámku obléhán Saracény pod vedením emíra Glorianta. Požádá proto Doona Mohučského o pomoc, jsou však oba zajati. Nejstarší Doonův syn Gaufrey se jim snaží pomoci. Během sedmi let jejich zajetí se každý z dvanácti synů ožení a mají děti. Tak například Griffon se stal otcem Ganelona (pozdějšího zrádce z Písně o Rolandovi), Ajmond Renauda, Sevin (nebo Seguin) Huona, Beuves Maugise a Viviena a Gaufrey Ogiera. Hrdinové eposu prožívají řadu dobrodružství, Gaufrey například dobude Dánsko (odtud jeho přídomek Danemarche, tj. Dánský). Nakonec se mu s pomocí synů Garina z Monglane, krásné Saracénky a svých bratrů podaří Doona a Garina osvobodit. Obr Robastre zabije emíra Glorianta, získá jeho korunu a ožení se s jeho manželkou, která se nechala pokřtít.